# آلبرتو هبر آشر
آلبرتو هبر آشر (اسپانیایی: Alberto Héber Usher‎؛ زادهٔ ۱ مهٔ ۱۹۸۱ – درگذشتهٔ ۱۹ ژانویهٔ ۱۹۸۱) یک سیاستمدار اهل اروگوئه بود.
وی از ۱ مارس ۱۹۶۶ تا ۲۸ فوریه ۱۹۶۷ رئیس‌جمهور اروگوئه بود.